# NDK U21-es labdarúgó-válogatott
Az NDK U21-es labdarúgó-válogatott Kelet-Németország 21 éven aluli labdarúgó-válogatottja volt, melyet az NDK labdarúgó-szövetség irányított.

## U21-es labdarúgó-Európa-bajnokság
- 1978: Ezüstérmes
- 1980: Ezüstérmes
- 1982: nem jutott ki
- 1984: nem jutott ki
- 1986: nem jutott ki
- 1988: nem jutott ki
- 1990: nem jutott ki
- 1992–